# 23 octobre dans les chemins de fer
22 septembre 22 novembre
Chronologies thématiques
- Croisades
- Sports
- Disney

Cette page concerne les événements qui se sont déroulés un 23 octobre dans les chemins de fer.

## Événements

### XIXesiècle
- 1881 : en France, mise en service de la ligne Mayenne - La Selle-en-Luitré.

### XXesiècle
- 1922 : en France, dans le département de la Seine, deux trains de voyageurs se télescopent en gare de Saint-Denis au nord de Paris, faisant 4 morts et 21 blessés.

### XXIesiècle
- 2004 : au Japon, un séisme de magnitude 6,8 provoque le déraillement spectaculaire mais sans victime d'un Shinkansen qui circulait à 200 km/h sur la ligne Tokyo-Niigata.